# Werner Teske
Werner Teske, né le 24 avril 1942 à Berlin et mort le 26 juin 1981 à Leipzig, est un capitaine des renseignements extérieurs (Hauptverwaltung Aufklärung, abrégé HVA) du Ministère de la sécurité d'État (Stasi) de la République démocratique allemande (RDA). Officier dans la section dédiée à l'espionnage économique, Werner Teske est soupçonné en 1980 de préparer sa défection vers l'Allemagne de l'Ouest et la transmission de documents sensibles aux services de la République fédérale allemande (RFA). Arrêté, il est reconnu coupable d'espionnage et de désertion au cours d'un procès sommaire en 1981 et condamné à mort. Il est exécuté secrètement quelques jours après sa condamnation.
Werner Teske est la dernière personne exécutée en Allemagne.
Après la réunification allemande, Werner Teske est réhabilité en 1993 en vertu de la loi de réhabilitation des criminels votée en 1992. Sa condamnation est annulée, ne répondant pas aux standards juridiques d'un État de droit. Par ailleurs, le juge militaire ainsi que le procureur militaire ayant instruit le procès de Werner Teske sont jugés en 1998 et reconnus coupable ou complice d'homicide involontaire et de perversion de la justice.

## Biographie
Werner Teske est né le 24 avril 1942 à Berlin. Il passe son enfance dans cette ville, entre l'école et une équipe régionale de handball.
Après son Abitur en 1960, il intègre l'Université Humboldt et suit un cursus en économie financière jusqu'en 1964,. En 1969, il obtient un doctorat en économie.
Sur le plan politique, Werner Teske est un communiste convaincu. Il s'inscrit au parti socialiste est-allemand (SED) en 1966. Dès 1967, il commence une collaboration officieuse avec les services du Ministère de la sécurité d'état (Stasi),.
Après l'obtention de son doctorat, Werner Teske devient agent de renseignement au sein des services de renseignements extérieurs (Hauptverwaltung Aufklärung, abrégé HVA), une entité dépendant de la Stasi,. Dans le cadre de ses missions, Werner Teske se rend parfois à l'ouest avec des délégations officielles est-allemandes, notamment en 1974 pour la coupe du monde de football ou en 1976 aux Jeux olympiques d'hiver d'Innsbrück. Il est promu capitaine (Hauptmann) en 1975.
Peinant à s'intégrer au système de la Stasi, Werner Teske entame des préparatifs à partir du milieu des années 1970 pour faire défection et rejoindre la République fédérale d'Allemagne (RFA). Il est arrêté en 1980. Jugé en juin 1981 par une cour militaire lors d'un procès secret d'une journée, il est condamné à la peine de mort pour espionnage et désertion. Il est exécuté le 26 juin 1981 à Leipzig.
Werner Teske est marié. Le couple a une fille.

## Affaire Teske

### Préparation de la défection et arrestation
Au milieu des années 1970, Werner Teske montre des signes d'éloignement du système mis en place par la Stasi,. S'il ne remet pas en question la ligne politique suivie par les autorités, son intégration au sein du service se détériore : Werner Teske se met à boire et commet des irrégularités (notamment comptables) dans le cadre de ses activités professionnelles. Il reçoit ainsi plusieurs avertissements.
Les spécialistes estiment que Werner Teske envisage une défection à l'ouest à partir de cette période. Le plan que l'agent de renseignement tente de mettre en place consiste à subtiliser des dossiers sensibles auxquels il a accès puis à organiser sa défection avec les services de la RFA, en échange de toutes ces informations. Parallèlement, Teske économise de l'argent pour réaliser son projet et met de côté environ 20 000 deutsche mark ouest-allemands et 20 000 deutsche mark est-allemands.
Outre ses manquements en service et son alcoolisme, il est suspecté par les autorités est-allemandes de détournements de fonds à des fins privées. Werner Teske est arrêté en septembre 1980 avant d'avoir pu mettre en œuvre sa défection ou transmis des documents sensibles aux services ouest-allemands.

### Détention et interrogatoires
Durant leur perquisition, les agents de la Stasi découvrent chez Teske les documents sensibles qu'il n'avait pas détruit et qui devaient permettre sa défection,.
Les conditions de détention subies par Werner Teske sont dures : il est isolé et subit des pressions.
Pendant sa détention, Werner Teske est interrogé par les services de la Stasi. Il révèle alors plusieurs informations sensibles qu'il était en mesure de transmettre aux autorités de la RFA. Les enquêteurs découvrent également que Werner Teske connaît l'identité de plus de 300 agents de la Stasi, identités qu'il aurait pu fournir.
Finalement, Werner Teske signe plusieurs aveux de culpabilité, stipulant notamment que ses actions sont nuisibles et que son sentiment de culpabilité est total. Toutefois, il n'avoue aucun contact avec un service de renseignement étranger. Ce faisant, l'instruction menée par les autorités ne peut établir l'existence d'une trahison : aucune information n'a été transmise et la défection n'a pas eu lieu.

### Procès
Selon la loi est-allemande, Werner Teske est passible de 15 ans de réclusion. Toutefois, son sort judiciaire va être intimement lié à la défection réussie en 1979 par un officier du renseignement est-allemand, Werner Stiller,. Celui-ci passe en RFA et transmet aux autorités de l'ouest de nombreuses informations sensibles. Les mois suivants, la direction des services de sécurité est-allemand renforce sa répression. Le ministre de la Sécurité d'État Erich Mielke ordonne à ses services de faire faire preuve de sévérité et de bafouer les droits fondamentaux des citoyens.
« Hinrichten, den Menschen, ohne Gesetze, Gerichtsbarkeit und so weiter. »
— Propos attribué à Erich Mielke, ministre de la Sécurité d'État de la République démocratique allemande.
        
« Exécutez, les gens, sans lois, sans juridiction et ainsi de suite. »
À ce titre, un employé de la Stasi, Gert Trebeljahr (de), est condamné à mort et exécuté en 1979,.
Au printemps 1981, la cour de justice est-allemande inculpe Werner Teske. En coulisse, les autorités organisent une parodie de procès. Ainsi, le procureur Heinz Kadgien manœuvre auprès du ministre Erich Mielke et du chancelier Erich Honecker pour obtenir une condamnation à mort, acceptée par Honecker. Le contenu des débats est également anticipé.

Le 10 juin 1981, la 1re chambre criminelle militaire de la Cour suprême de la RDA se réunit. Le procès est organisé secrètement, sur une seule journée, sans témoin et sans public,,. Les débats se déroulent selon le plan prévu par les autorités. A posteriori, l'avocat de Teske évoque son sentiment que l'affaire était jouée d'avance. Malgré l'absence de preuve d'une trahison, Werner Teske est condamné à mort par le juge Fritz Nagel.

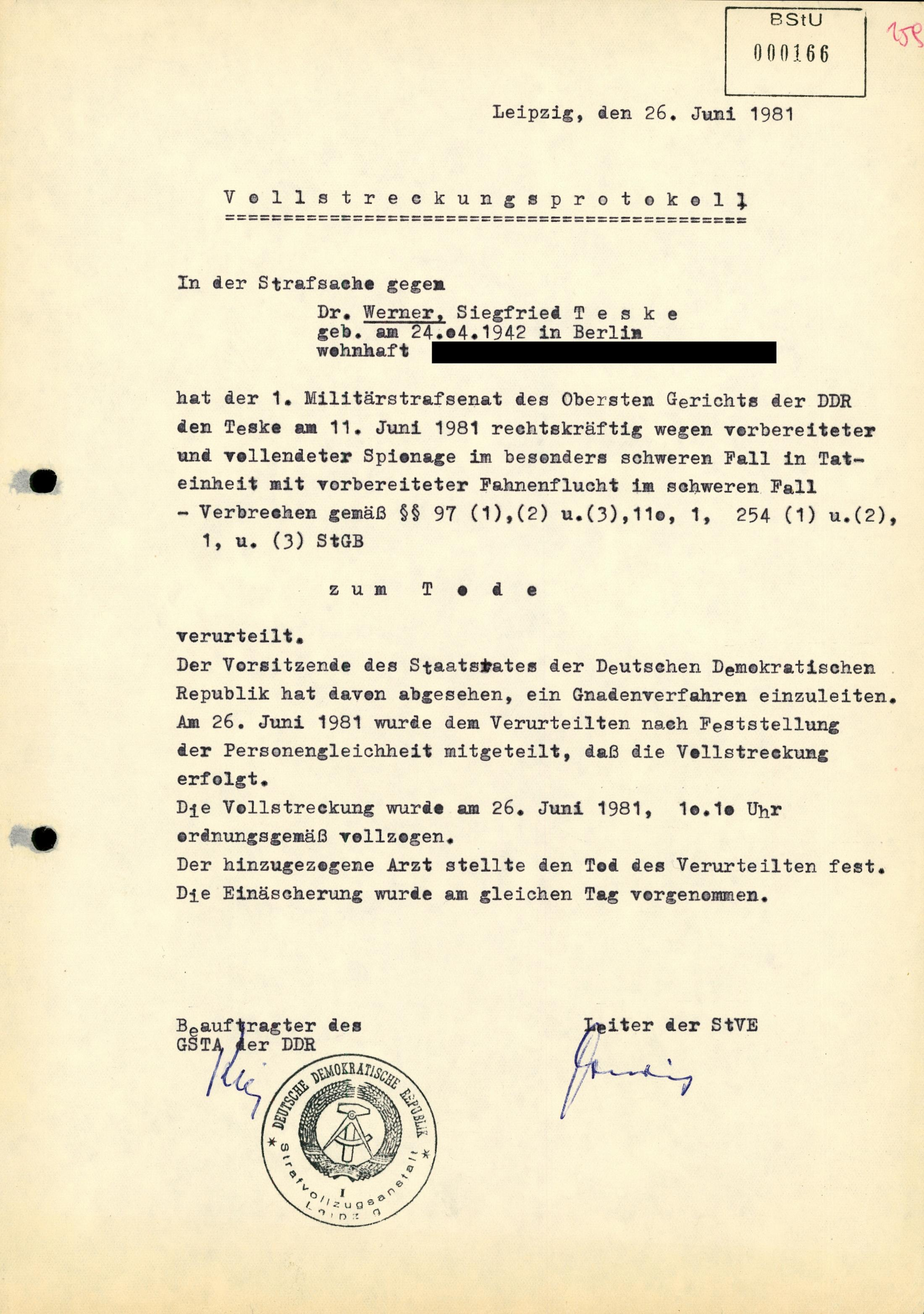
Acte du procès de Werner Teske (11.06.1981)
- Acte de condamnation à mort de Werner Teske (12.06.1981)
- Compte-rendu officiel de l'exécution de Werner Teske (26.06.1981).

### Exécution
Le 26 juin 1981, Werner Teske est exécuté dans une section secrète de la prison de Leipzig (en),,. Le bourreau Hermann Lorenz (de) le tue par un « tir à bout portant inattendu dans l'occiput » (»unerwarteten Nahschuss in das Hinterhaupt«). Son certificat de décès est ensuite falsifié, évoquant sa mort des suites d'une défaillance cardiaque. 
Sa dépouille est incinérée au crématorium du cimetière du Sud de Leipzig.
Tout comme son procès, son exécution et son incinération de Werner Teske sont tenues secrètes par les autorités de la RDA,,. À ce titre, la veuve de Teske tout comme ses proches sont maintenus dans l'ignorance. Ce n'est qu'avec la réunification que Sabine Teske apprend l'existence du procès et la mort de son époux qu'elle pensait en détention.
Werner Teske est la dernière personne exécutée en Allemagne (de l'Ouest comme de l'Est).

## Réhabilitation
En 1993, la condamnation de Werner Teske est annulée, après le vote de la loi de réhabilitation des criminels en 1992.
En juillet 1998, le juge Fritz Nagel et le procureur Heinz Kadgien comparaissent devant la cour régionale de Berlin. Ils sont accusés d'homicide involontaire et de perversion de la loi. Les deux hommes sont reconnus coupables et condamnés à 4 ans de prison.
Un an plus tard, la cour fédérale de Justice, la plus haute juridiction allemande, rejette à l'unanimité le recours des deux hommes. Les magistrats précisent que la condamnation à mort de Werner Teske était illégale en vertu du droit est-allemand, la défection et la trahison n'ayant pas eu lieu.
Plus tard, le juge Fritz Nagel déclarera s'être fait abuser au cours du procès.
Si Werner Teske est réhabilité, un journaliste comme Cordt Schnibben (en) n'en fait pas pour autant un héros :
« Teske ist [...] kein Held. »
— Cordt Schnibben, Der Spiegel.
        
« Teske n'est pas un héros. »

## Culture populaire
En 2021, l'allemande Franziska Stünkel (de) réalise le film Nahschuss (de) (À bout portant ou The last execution en français), librement inspiré des vies de Werner Teske et du footballeur Lutz Eigendorf,. Le personnage dérivé de Teske, Franz Walter, est interprété par l'acteur Lars Eidinger.